# Parafia wojskowa św. Kazimierza Królewicza w Katowicach
Parafia wojskowa św. Kazimierza Królewicza w Katowicach – rzymskokatolicka parafia w Katowicach, należąca do dekanatu Sił Powietrznych Ordynariatu Polowego Wojska Polskiego. Siedziba parafii znajduje się przy ulicy M. Skłodowskiej-Curie 20 w dzielnicy Śródmieście.  
Świątynią parafialną jest zabytkowy kościół pw. św. Kazimierza Królewicza, konsekrowany 25 czerwca 1933 roku. Powstał on w stylu funkcjonalizmu.  

## Historia
W 1922 roku wraz z włączeniem części Górnego Śląska do Polski w katowickich koszarach został zakwaterowany I batalion 73 Pułku Piechoty, a jego duszpasterzem został ks. Karol Mathea. Dla potrzeb katowickiego garnizonu pierwotnie myślano raczej o przejęciu istniejącego wówczas kościoła, lecz by nie pozostać bezczynnym powołano Komitet Budowy Kościoła Garnizonowego i Szkolnego, a zaprojektowanie świątyni powierzono Leonowi Dietz d'Armie.
23 czerwca 1930 roku rozpoczęto budowę kościoła pw. św. Kazimierza Królewicza, a jego budowniczym został ks. mjr Stanisław Sinkowski. Został on konsekrowany 25 czerwca 1933 roku przez bpa Józefa Gawlinę. W 1933 roku została powołana rzymskokatolicka parafia wojskowa św. Kazimierza Królewicza, która przynależała do Krakowskiego Dekanatu Wojskowego. W nowopowstałej parafii pracowali tylko kapelani wojskowi, którzy byli niezależni od proboszcza parafii śś. ap. Piotra i Pawła.
1 września 1939 roku w czasie nabożeństwa ppłk Ludwik Bombas powierzył kościół ks. kan. Henrykowi Prokschowi, a w styczniu 1940 roku rektorem kościoła został ks. Stanisław Wilczewski. Od wybuchu II wojny światowej msze św. odprawiane były w językach polskim i niemieckim, a od połowy czerwca 1940 roku tylko po niemiecku. Odprawiał je przybyły z Nysy kapelan Wehrmachtu ks. Schölzel.
Pierwsza po wyzwoleniu miasta spod niemieckiej okupacji msza św. odprawiona została 4 lutego 1945 roku. Po 1945 roku duszpasterstwo wojskowe zostało podporządkowane Ministerstwu Obrony Narodowej. Ordynariat Polowy Wojska Polskiego został przywrócony 21 stycznia 1991 roku.
Parafia wojskowa została ponownie ustanowiona 21 stycznia 1993 roku przez bpa polowego Sławoja Leszka Głodzia. Dekretem bpa polowego Józefa Guzdka z 16 lutego 2012 roku parafia została włączona dekanatu Sił Powietrznych Ordynariatu Polowego Wojska Polskiego.

## Proboszczowie
- ks. płk prał. Stanisław Sinkowski (1924–1934)[5]
- ks. płk inf. Ludwik Bombas (1934–1939)[5]
- ks. mjr Henryk Proksch (administrator 1939–1940)[5]
- ks. Stanisław Wilczewski (rektor 1940–1948)[5]
- ks. mjr Joachim Kowalski (rektor 1948)[5]
- ks. kpt. Maksymilian Goszyc (rektor 1948–1950)[5]
- ks. kpt. Tadeusz Jańczak (rektor 1950–1952)[5]
- ks. mjr Franciczek Wilczek (rektor 1952–1969)[5]
- ks. płk Wilhelm Kubsz OMI (rektor 1969–1972)[5]
- ks. płk Bolesław Spychała (1972–1982)[5]
- ks. płk Marian Kubera SDS (1982–1991)[5]
- ks. mjr Tadeusz Bieniek (1991–1999)[5]
- ks. płk kan. Wiesław Lucjan Korpeta (1999–2007)[7]
- ks. płk prał. Mirosław Sułek (2007–2012)[7]
- ks. ppłk dr Jerzy Niedzielski (2012–2013)[7]
- ks. mjr Grzegorz Golec (2013–2015)[7][8]
- ks. mjr Janusz Kłopot (2015–2018)[8]
- ks. ppłk dr Witold Mach (2018–2021)[8]
- ks. płk kan. Zenon Pawelak (2021–2022)[8]
- ks. ppłk Grzegorz Bechta (od 2022)[8]

## Kościół parafialny
Kościół parafialny znajduje się na rogu ulic M. Kopernika i M. Skłodowskiej-Curie. Został on zbudowany w stylu funkcjonalizmu według projektu Leona Dietz d'Army przy współpracy z Janem Zarzyckim. Został on konsekrowany przez bpa polowego Józefa Gawlinę 25 czerwca 1933 roku. Świątynia ma kubistyczną bryłę z dominantą w postaci dzwonnicy usytuowanej w narożniku kościoła. Jest on orientowany, w układzie pseudobazylikowym. Znajdują się tutaj dwie kaplice: św. Józefa i Matki Boskiej Królowej Korony Polskiej. Wpisany jest do rejestru zabytków nieruchomych.

## Działalność duszpasterska
Msze św. w kościele parafialnym odprawiane są w tygodniu dwukrotnie, a w niedziele i święta czterokrotnie. Odpust parafialny odbywa się w niedzielę przed albo po 4 marca. Przy parafii funkcjonują m.in. Żywy Różaniec czy katowicki oddział Stowarzyszenia Kapelanów Katyńskich.
Pod opieką parafii znajduje się cmentarz garnizonowy przy ulicy Meteorologów, który został założony w latach 20. XX wieku. Powstał on w miejscu cmentarza więźniów wojennych z 1917 roku.

## Zasięg parafii
Parafia wojskowa św. Kazimierza Królewicza ma swoją siedzibę w Katowicach przy ulicy M. Skłodowskiej-Curie 20, na terenie dzielnicy Śródmieście. Położona jest na obszarze dekanatu Katowice-Śródmieście archidiecezji katowickiej. Przynależy ona do dekanatu Sił Powietrznych Ordynariatu Polowego Wojska Polskiego.
Do parafii św. Kazimierza Królewicza przynależą następujące jednostki wojskowe (stan na 2024 roku): Ośrodek Zamiejscowy Centralnego Wojskowego Centrum Rekrutacji w Katowicach, Wojskowe Komendy Uzupełnień Katowice, Tychy, Chorzów, Będzin i Rybnik, Służba Kontrwywiadu Wojskowego, 34 Dywizjon Rakietowy Obrony Powietrznej w Bytomiu, 13 Śląska Brygada Obrony Terytorialnej w Katowicach, 330 Kompania Radiotechniczna w Radzionkowie, Wojskowa Komenda Transportu w Katowicach, Wojskowe Biuro Emerytalne w Katowicach, Sekcja Obsługi Infrastruktury 4 Wojskowego Oddziału Gospodarczego w Katowicach i Komenda Regionalna Straży Ochrony Kolei w Katowicach.